# Quim Domènech i Puigbó
Quim Domènech i Puigbó (Sabadell, 1984) és un periodista català. Va participar en el programa Jugones fins al novembre 2019 quan va passar a la nova plataforma d'esport en línia DAZN com a responsable de continguts, tot i continuar participant en la tertúlia futbolística El chringuito.